# Eunice denticulata
Eunice denticulata är en ringmaskart som beskrevs av Webster 1884. Eunice denticulata ingår i släktet Eunice och familjen Eunicidae.
Artens utbredningsområde är Mexikanska golfen. Inga underarter finns listade i Catalogue of Life.